# Troutville (Pensilvania)
Troutville es un borough ubicado en el condado de Clearfield en el estado estadounidense de Pensilvania. En el año 2000 tenía una población de 224 habitantes y una densidad poblacional de 110 personas por km².

## Geografía
Troutville se encuentra ubicado en las coordenadas 41°1′26″N 78°47′14″O / 41.02389, -78.78722.

## Demografía
Según la Oficina del Censo en 2000 los ingresos medios por hogar en la localidad eran de $32,813 y los ingresos medios por familia eran $37,188. Los hombres tenían unos ingresos medios de $29,375 frente a los $20,000 para las mujeres. La renta per cápita para la localidad era de $15,335. Alrededor del 7.1% de la población estaba por debajo del umbral de pobreza.